# Paracarsia antitermina
Paracarsia antitermina là một loài bướm đêm trong họ Noctuidae.